# Gilles de La Roche-Saint-André
Pour les autres membres de la famille, voir famille de La Roche-Saint-André.
Gilles de La Roche Saint-André, né en 1621 au château de Montaigu en Vendée et mort le 21 juin 1668, à bord du vaisseau Le Jules au large de la Galice, est un officier de marine et aristocrate français du XVIIe siècle. Entré jeune dans la Marine royale, il fait ses premières armes contre les Espagnols, pendant la Guerre de Trente Ans. En 1655-1657, il commande une expédition d'exploration à Madagascar et dans le golfe d'Aden, qui se révèlera un échec sur le plan économique. 
Rentré en France, il prend part à la deuxième guerre anglo-néerlandaise, aux côtés de la Hollande. Il se distingue en 1665 dans un combat contre une flotte anglaise bien supérieure en nombre. Il termine sa carrière militaire avec le grade de chef d'escadre des armées navales.

## Biographie

### Origines et famille
Gilles de La Roche Saint-André est issu de la branche cadette de la famille de La Roche-Saint-André dite « des Ganuchères de Treize-Septiers », une ancienne famille de Bretagne « connue par son attachement aux ducs de cette province et aux rois de France ». Il est le fils de Julien de La Roche, chevalier, seigneur de Bourgfeuillé, et de dame Françoise Giguet.
Il se marie par contrat du 1er février 1653, avec Gabrielle Brigitte d'Escoubleau de Sourdis, fille de Jacques-René d'Escoubleau de Sourdis, marquis de Sourdis, seigneur de La Borderie, en La Verrie, chevalier des ordres du roi, et de dame Renée Berland de La Gastière. La demi-sœur aînée de sa femme épouse un des Herbiers de L'Estenduère. Les deux demi-sœurs étaient nièces du fameux cardinal de Sourdis, ministre de la Marine sous Richelieu.

### Jeunesses et débuts
Gilles suit probablement de brèves études dispensées par les chanoines de la collégiale Saint-Maurice à Montaigu. En tant que cadet de famille, le partage noble ne le favorise pas et, comme beaucoup de cadets, Gilles est destiné au métier des armes, seule alternative avec l’état ecclésiastique.

### Carrière dans la Marine royale

#### Débuts pendant la Guerre de Trente Ans
Gilles de La Roche Saint-André, entre dans la Marine royale en 1636, à l'âge de 15 ans. La même année, il prend part au combat au large des îles de Lérins contre les Espagnols. En 1641, il participe au siège de Tarragone et prend un bastion espagnol. En mai 1646, il participe au siège d'Orbetello en Toscane, à l'issue duquel il est chargé de conduire le prince Maurice de Savoie à Nantes. En 1647, il attaque et prend le fort espagnol de Castellammarre, en Italie. Il sert à terre jusqu'au 26 mars 1648, date à laquelle une commission de la reine mère Anne d'Autriche lui confère le commandement du vaisseau L'Elbeuf. L'année suivante, il monte le vaisseau La Lune sur lequel, pourvu d'une commission de corsaire du roi, bien qu'inférieur en forces, il remporte constamment des victoires si marquées que le roi le récompense le 30 décembre 1649 en le nommant chevalier de l'Ordre de Saint-Michel. 
La glorieuse campagne qu'il fait en 1651 sur le vaisseau La Duchesse dont il avait reçu le commandement, convainc Louis XIV de le nommer, l'année suivante, Gentilhomme de la Chambre du roi. En 1652, il participe en effet à la prise d'un galion espagnol de 52 canons. Le texte de sa commission, reçue le 26 août 1652, dit :

« Cette charge lui est conférée pour les services qu'il a rendus depuis quinze ans dans les armées de terre et de mer et les preuves qu'il a données de son courage et de sa fidélité dans toutes les occasions qui se sont présentées où il a généreusement exposé sa vie nommément au siège de Tarragone, à l'attaque d'un bastion qu'il prit depuis dans le golfe à l'attaque du fort de Castellamare, lequel il mit en poudre et coula à fond 5 gros vaisseaux qui étaient sous cette forteresse, ensuite au combat qui fut donné le lendemain et à celui qui a été rendu par notre très cher oncle le duc de Vendôme, le comte Dudoignon où il a attaqué et enlevé un galion d'Espagne monté de 52 pièces de canon etc. »

À partir d'août 1652, il participe sur La Duchesse dans l'escadre du duc de Vendôme à une mission destinée à libérer Dunkerque des Espagnols. C'est une attaque anglaise qui surprend les Français le 14 septembre et s'empare de La Duchesse. Gilles de La Roche Saint-André et son équipage sont conduits à Douvres. Il s'en échappe sous un déguisement et regagne Calais incognito par le packetboat.

#### Expédition àMadagascaret dans le golfe d'Aden (1655 - 1657)
Ayant entendu les récits avantageux de colons revenus de Madagascar, Armand-Charles de La Porte de La Meilleraye, lieutenant général de Bretagne, qui réside à Nantes et y entretient une flotte de corsaires, s'intéresse aux richesses et aux profits faciles à faire. Il charge Gilles de La Roche Saint-André de conduire une expédition à Madagascar, pour laquelle il fait armer quatre de ses navires : La Duchesse (500 tonneaux), Le Grand Armand (frégate de 350 tonneaux), La Maréchale (450 tonneaux) et Le Saint Pierre (flûte de 200 tonneaux).
Commandant La Duchesse, il prend la tête de la flottille qui devait le conduire à Madagascar, avec trois objectifs précis : la gloire de Dieu, en plantant la Croix et la foi à Madagascar, la gloire du nom français car, prenant racine dans l'île, il pourra porter ses pensées plus avant dans les Indes orientales, ainsi que nos voisins, enfin pour l'utilité particulière de ceux qui entreprennent ce voyage. Il devait ainsi poursuivre l'implantation de la Compagnie des Indes. Partie de Saint-Martin-de-Ré le 31 octobre 1655, la flotte longe les côtes portugaises. Le 15 novembre 1655, au large de l'Espagne, la flotte française capture un petit navire espagnol chargé de vin. En descendant les côtes de l'Afrique, elle fait deux escales, la première à Rufisque et la seconde à Tagrin, avant d'atteindre Le Cap le 25 mars 1656. À la mi-mai 1656, Madagascar est atteint et des troupes sont débarquées sur l'île. La dysenterie et le paludisme font des ravages dans les équipages et les navires sont dans un état catastrophique. La flotte française poursuit son chemin vers le nord en direction du golfe d'Aden. En août 1656, un boutre arabe chargé de café est capturé au large de la Corne de l'Afrique, avec 30 hommes d'équipage et 25 esclaves. La flotte franchit le cap Gardafui avant d'atteindre l'île de Socotra en mer d'Oman le 31 octobre et de reprendre sa route vers Madagascar. Elle fait escale à Sainte-Marie de Madagascar en décembre 1656 où elle abandonne L’Armand. Il note alors dans son journal de bord la misère de la situation: Tous les pères de la mission et les meilleurs officiers sont morts. Parmi les hommes de La Duchesse qui avaient été laissés à terre, 48 sont morts, les autres ont été malades; les rescapés sont plutôt une ombre qu'un corps. La traversée jusqu'à la colonie de Fort-Dauphin est épouvantable. Elle est atteinte en février 1657 et l'on abandonne La Duchesse, les deux navires étant incapables d'aller plus loin. Le mois suivant, la flotte française se ravitaille au Cap. En avril 1657, La Roche Saint-André doit faire face à une mutinerie qu'il parvient à mater. Après deux nouvelles escales à Sainte-Hélène et sur l'île de l'Ascension, Gilles de La Roche Saint-André note sur son journal le 25 juin 1657: il est mort un matelot d'Ouessant, le dernier des 25 que j'avais de ce lieu. Réduite à deux navires, la flotte regagne enfin la rade de Mindin le 18 août 1657.
Le bilan de cette expédition est maigre, deux navires ont dû être abandonnés, un grand nombre de marins et de missionnaires sont morts, aucun nouvel établissement n'a été fondé. Les navires reviennent les cales vides, sans prise majeure, qui puisse rembourser les frais engagés pour le voyage. On lit sur le journal de bord, de la main de Gilles de La Roche Saint-André fin décembre 1656, au plus tragique de ce voyage et alors qu'il subit un accueil des plus hostiles à l'Ile Sainte-Marie: Les vaisseaux ne valent rien... Le maréchal de La Meilleraye a été trompé... Les capitaines ont été négligents... J'ai fait ce que j'ai pu... Et quelques jours plus tard: Ceux qui me survivront témoigneront de ma fidélité à M. le maréchal...

#### Les Barbaresques (1661-1664)
Par commission du 15 décembre 1661, Gilles de La Roche Saint-André prend le commandement du Dragon. À cette époque, la marine française ne compte que 18 bâtiments de guerre mais Duquesne le recommande à Colbert. Après Le Dragon, qui navigue en Méditerranée, il commande Le Beaufort, sur les côtes atlantiques de l'Afrique, puis vers le Portugal, pour une mission secrète. 
Il participe en 1664 à l'Expédition de Djidjelli. En 1665, il contribue au choix du site de Rochefort pour la construction d'un nouveau port, en remplacement de celui de Brouage.
Le 12 mai 1665, il est avisé qu'il est du nombre des cent chevaliers de Saint-Michel que Louis XIV conserve dans leur titre après la réformation qu'il fait de cet ordre.

#### Deuxième guerre anglo-néerlandaise
En 1665, la Deuxième guerre anglo-néerlandaise, entre l'Angleterre et les Provinces-Unies éclate à nouveau. Le royaume de France, allié aux Néerlandais, mobilise ses flottes de Méditerranée et du Ponant afin d'aller porter secours à la flotte néerlandaise, commandée par Michiel de Ruyter. Auparavant, Gilles De La Roche Saint-André, commandant Le Rubis, doit prendre part à l'escadre qui emmène pendant l'été 1666 la nouvelle Reine du Portugal Marie-Françoise-Élisabeth de Savoie à Lisbonne. Le Rubis repart dès le 13 août vers la Hollande, mais les ordres changent et le retour à Brest est décidé. Cependant, une partie des navires n’ayant pas reçu les ordres, continuent leur route. 
Cette escadre de huit navires, commandée par Gilles de La Roche Saint-André à bord du Rubis, poursuit donc sa route et rencontre à la hauteur de Calais une flotte anglaise bien plus nombreuse le 28 septembre 1666, qui l'attaque aussitôt. Le Rubis est pris pour cible et perd sa mature. Après un combat de sept heures contre neuf navires ennemis, Gilles de La Roche Saint-André doit se rendre. Cette bataille du cap Dungeness permet aux sept autres navires français de s’échapper. Gilles de La Roche est fait prisonnier par les Anglais, qui l’emmènent à Londres. Il y est présenté au roi, qui lui donne alors son congé pour rentrer en France, en souvenir du service qu'il avait rendu à son cousin le prince Rupert lorsqu'il avait dû se réfugier à Lisbonne. Ce combat est rapidement connu en France et dans l'Europe entière.  
Sa réputation à la Cour de France est telle qu'il est nommé chef d'escadre des armées navales en 1667, un grade très élevé à une époque où il n'y avait que deux lieutenants généraux et deux chefs d'escadre dans toute la Marine royale. Il remplace alors Abraham Duquesne. 
En décembre 1666, à bord du Frédéric, il commande l'escadre du roi en Hollande d'où il doit ramener six grands vaisseaux et deux galiotes construits à Amsterdam. Après des retards et beaucoup de tractations, ils arrivent sans encombre à Brest fin juillet 1667. 
En 1668, il reçoit l'ordre de commander 10 vaisseaux, faisant partie de l'escadre commandée par le duc de Beaufort, que le Roi voulait garder à la mer. Son escadre est finalement composée de huit vaisseaux et six bâtiments plus petits. Gilles de La Roche Saint-André commande Le Jules, lorsqu'il décède d’une crise d’apoplexie, au large de Vigo, sur les côtes de Galice, le 21 juin 1668. Il avait 47 ans. 
Il est inhumé à Vigo dans l'église des Cordeliers. Son cœur embaumé est rapporté à Montaigu, le lieu de sa naissance, et enterré dans l'église Saint-Jean de Montaigu avec sa veuve, au mois d'août 1715.

### Honneurs et postérité
Très apprécié de la reine-mère et par le cardinal Mazarin, il est considéré dans sa patrie et à l'étranger comme l'un des plus braves et des plus expérimentés marins de son temps. Chevalier des ordres du roi, il est fait aussi chevalier de l'ordre du Christ du Portugal, pour avoir préservé Lisbonne d'un bombardement dont elle était menacée par les Anglais.

## Mariage et descendance
Il épouse, par contrat du 1er février 1653, Gabrielle-Brigitte d'Escoubleau de Sourdis, fille de Jacques-René d'Escoubleau, seigneur de Courtry, et de dame Berland de La Gastière. De cette union naissent quatre enfants, dont :
- Marie de La Roche Saint-André (vers 1654-1695), épouse en 1678 de Claude du Chaffault et grand-mère paternelle de Louis Charles du Chaffault de Besné.
- Louis-Gilles de La Roche Saint-André (1666-1732), capitaine des vaisseaux du Roi, chevalier de Saint-Louis, qui sert avec distinction pendant quarante ans. Il épouse, en 1690, Charlotte de Saint-Légier, dont il eut  :
  - Louis-Joachim de La Roche Saint-André (1706-1793), abbé de l'abbaye royale de Villedieu, grand-vicaire de l'évêque de Dax ;
  - Charles de La Roche Saint-André (1709-1780), servit dans la marine royale, que le mauvais état de sa santé l'obligea de quitter, syndic des marches communes de Bretagne et de Poitou, père de Henry-Charles de La Roche Saint-André, lieutenant de vaisseau, contre-révolutionnaire et député.
  - Pélagie de La Roche Saint-André (1712-1793), mariée à Louis Charles du Chaffault de Besné, lieutenant-général des armées navales, Grand-croix de l'ordre de Saint-Louis, lequel était son neveu à la mode de Bretagne.

### Sources et bibliographie
: document utilisé comme source pour la rédaction de cet article.
- François de La Roche Saint-André, Gilles de La Roche Saint-André, chef d'escadre, 1990.
- Jean-Baptiste-Pierre Jullien de Courcelles, Dictionnaire universel de la noblesse de France, 1821 (lire en ligne), p. 118
- Louis-Gabriel Michaud, Biographie universelle ancienne et moderne, vol. 36, chez Madame C. Desplaces, 1863 (lire en ligne), p. 211
- Charles Dugast-Matifeux, Biographie de Gilles de La Roche Saint-André
- Joël Pérocheau, Dictionnaire Historique des Vendéens Célèbres : additionné des incontournables, Les Sables d'Olonne, Imprimerie Graphique de l'Ouest, 1994, 274 p. (ISBN 2-9508661-0-7)
- Michel Vergé-Franceschi (dir.), Dictionnaire d'Histoire maritime, Paris, éditions Robert Laffont, coll. « Bouquins », 2002, 1508 p. (ISBN 2-221-08751-8 et 2-221-09744-0)
- Étienne Taillemite (nouvelle édition revue et augmentée), Dictionnaire des marins français, Paris, éditions Tallandier, 2002, 573 p. (ISBN 2-84734-008-4)
- Rémi Monaque, Une histoire de la marine de guerre française, Paris, éditions Perrin, 2016, 526 p. (ISBN 978-2-262-03715-4)
- Jean Meyer et Martine Acerra, Histoire de la marine française : des origines à nos jours, Rennes, Ouest-France, 1994, 427 p. [détail de l’édition] (ISBN 2-7373-1129-2, BNF 35734655)